# Corrent de l'oest d'Spitsbergen
El Corrent de l'oest d'Spitsbergen (Acrònim anglès WSC) és un corrent tebi, salat que corre en direcció al pol nord just per ponent de Spitsbergen, en l'Oceà Àrtic. El WSC es forma per ramificació del Corrent Atlàntic noruec en el Mar de Noruega. El WSC és d'importància perquè condueix aigua tèbia i salada atlàntica a l'interior del Mar Àrtic. El WSC tebi i salat flueix cap al nord a través del costat oriental de l'Estret de Fram, mentre el Corrent de Groenlàndia De l'est (EGC) flueix cap al sud a través del costat occidental de l'Estret. L'EGC és caracteritzat per ser molt fred i baix en salinitat, però per damunt de tot és un exportador important de banquisa àrtica. Així, l'EGC combinat amb el WSC tebi fa l'estret de Fram l'àrea oceànica més septentrional lliure de gel durant tot l'any en la totalitat dels oceans.

## Moviment horitzontal
El WSC té una estructura única mentre flueix cap al pol per la costa occidental de Spitsbergen. És més fàcil de raonar els moviments horitzontals i moviments verticals del WSC, per separat. El WSC comença el seu moviment en el Mar noruec on neix com una branca del Corrent Atlàntic de Noruega i arriba a la costa occidental d'Spitsbergen, on és guiat pel perfil batimètric del sòl oceànic que envolta Svalbard. Concretament, tendeix a seguir al llarg de plataformes continentals elevades. El corrent és bastant estret i fort, mostrant-hi una amplada de més o menys 100 quilòmetres i una velocitat màxima de 35 cm/s. Al voltant de 80° latitud nord el WSC trenca en dues seccions diferents, la branca d'Svalbard i la branca Yermak Branca. La branca Svalbard continua fins a aconseguir creuar la plataforma continental en direcció nord-est, i finalment s'enfonsa a una profunditat intermèdia i és ciclònicament recirculada per la mar Àrtica, eventualment sent empesa fora a través del Corrent de Groenlàndia De l'est. La branca Yermak circula cap al nord-oest fins aproximadament 81°N, i llavors s'adreça directament cap a l'oest i finalment cap a l'equador en el Corrent de Retorn Atlàntic (RAC). El RAC és directament a l'est del Corrent de Groenlàndia Oriental (CGO). La salinitat alta i temperatures tèbies del RAC comparat a les temperatures fredes i les salinitats baixes de la CGO contribueixen a l'existència del Front Polar de Groenlàndia Est, resultat del gradient fort entre ambdues salinitat i temperatura. Hi ha un corrent que se separa del Corrent Yermak i flueix cap al nord-est a una latitud més alta. Aquest corrent no està ben explicat en la literatura, i per això és necessària. Hi ha la hipòtesi que aquest corrent fa bucle cap a la branca Svalbard més enllà, a la part oest de la seva trajectòria.

## Moviment vertical
Després del WSC parteix fora del Corrent Atlàntic noruec comença per entrar a molt fred condicions atmosfèriques. L'atmosfera freda és capaç de robar calor a l'aigua de superfície, i en alguns casos aquesta aigua refreda tant que la massa d'aigua del WSC s'enfonsa a causa del seu augment de densitat, tot mentre manté la seva salinitat constant. Això és un element de la formació del nivell més baix de l'Aigua Intermèdia Àrtica. Mentre el corrent continua avançant cap al nord i assoleix la plataforma continental occidental d'Svalbard comença per trobar mar congelat. La banquisa fon a causa de l'escalfor del WSC, i per això una capa d'aigua superficial d'aigua dolça comença a existir. Els vents barregen l'aigua dolça i l'aigua salada tèbia de la WSC, creant quelcom d'Aigua Superficial Àrtica (ASA). Aquesta ASA és ara menys densa que l'Aigua Atlàntica en el WSC i per això el WSC comença a enfonsar-se per sota de l'ASA. En aquest punt el WSC és encara relativament tebi i molt salí. Així, això permet l'Aigua Atlàntica en el WSC romandre completament aïllada de les aigües de superfície.
Després de la divisió en les branques Svalbard i Yermak, el procés d'enfonsament general descrit més amunt continua en la branca Svalbard. Tanmateix, en el ramal Yermak el WSC no és capaç de penetrar profundament dins l'Oceà Àrtic perquè la zona on entra té forta barreja per les marees. Això permet l'Aigua Atlàntica barrejar-se amb les Aigües Polars, creant més una mescla relativament homogènia d'aigua tèbia i moderadament salina. Aquesta barreja s'estén avall a aproximadament 300 metres de profunditat la qual és reconeguda com el fons del corrent RAC. Per la branca Svalbard, el nucli d'Aigua Atlàntica del WSC continua per enfonsar-se quan es troba més i més aigua dolça en la seva ruta oriental. S'enfonsa força de pressa a una profunditat més gran que 100m alhora que assoleix la Mar de Barents perquè en el nord de les illes Svalbard hi ha bastant escorrentia d'aigua dolça dels fjords que s'afegeix a una més profunda, menys densa Aigua de Superfície Àrtica que fa el WSC més profund. Pel temps aquesta aigua recircula al Gir de Beaufort, el nucli Atlàntic del WSC és de 400 a 500 metres de profunditat. A diferència de la branca Yermak i el Corrent Atlàntic de Retorn, la branca Svalbard és capaç de transportar una dèbil quantitat d'Aigua Atlàntica. La temperatura de nucli d'Aigua Atlàntica és un reflex directe de la profunditat de la branca Svalbard del WSC.
És important notar que si el WSC troba una quantitat significativa de gel al llarg de les plataformes continentals de Spitsbergen, llavors el WSC que avança vers el pol s'enfonsarà molt més ràpid, a causa d'una quantitat més gran d'aigua dolça fosa a partir de la banquisa. L'habilitat d'enfonsar-se més ràpid significa que més contingut de calor continguda en el WSC serà conservada i no perduda a l'atmosfera o aigües circumdants i per això aigües més tèbies seran transportades a l'Àrtic. Això podria tenir impactes profunds en la fusió de banquisa.

## Propietats
La temperatura del WSC és altament variable. Sovint depèn de condicions atmosfèriques que són altament variables pel seu compte, sense dependre del corrent. En general, tanmateix, la temperatura de nucli més tèbia de l'Aigua Atlàntica en la WSC és al voltant de 2,75 °C prop de Svalbard; de 2,25 °C prop de la Terra de Franz Josef; propera a 1,0 °C al nord de les New Siberian Islands. La salinitat en aquest nucli tebi és sovint més gran que 34,95 psu. Els valors típics de temperatura en el començament del WSC son entre 6 i 8 °C amb salinitats entre 35.1 i 35.3 psu.

## Massa transportada
El transport de massa d'aigua en el WSC al voltant de 78.83° nord varia fortament en una escala de temps anual. Fahbrach Et al. mostraren que el transport de volum màxim (~20 sverdrups) ocorria en febrer i el transport de volum mínim en agost (~5 sverdrups). Un problema gran a l'hora d'estimar aquests transports de volum d'aigua és el fet que en algunes àrees del WSC existeixen contra-corrents, els quals fan difícil mesurar quant volum i quanta massa és de fet transportat.

## Recerca actual
La recerca actual en el WSC enfoca en dues àrees: contingut de calor i alliberament de gas metà. Ha estat ben documentat que la temperatura del nucli d'Aigua Atlàntica associada amb el WSC ha augmentat per gairebé 1 °C en aquests darrers anys. També ha estat ben documentat que la temperatura de nucli d'Aigua Atlàntica disminueix mentre gira en sentit de cicló al voltant de l'Àrtida. Això significa que la calor està sent cedida a l'aigua circumdant. Quan la temperatura de l'aigua és augmentada, més calor serà cedida a l'aigua circumdant mentre el WSC viatja al voltant de l'Oceà Àrtic. Si el flux de calor perduda cap a fora del nucli d'Aigua Atlàntica en el WSC és dirigit verticalment cap amunt llavors allò dirigiria a escalfament de l'Aigua de Superfície Àrtica i la fusió de més banquisa àrtica. Així, aquest tema sobre el corrent és d'alt interès perquè un augment de flux sortint de calor fora del nucli de les Aigües Atlàntiques resultarà en més banquisa àrtica fosa.
El segon tema important el ser investigat és com aquest escalfament afectarà alliberament de gas metà en del jaç oceànic al llarg dels marges continentals del corrent Spitsbergen de l'oest. Allà existeixen zones de metà hidratat estabilitzat on una fluctuació petita de la temperatura podria dissociar aquests hidrats i alliberar bombolles de gas metà que apugen a la superfície augmenta llur concentració a l'atmosfera.